# Energop
Energop – polskie przedsiębiorstwo produkujące głównie rurociągi stalowe różnego przeznaczenia. Głównymi odbiorcami spółki są kontrahenci z sektora offshore, energetyki, przemysłu petrochemicznego i chemicznego, budownictwa przemysłowego, a także innych sektorów gospodarki. Dla nich właśnie Energop dostarcza rurociągi do modułów platform morskich oraz wysoko-, średnio- i niskoprężne rurociągi procesowe wraz z zawieszeniami i podparciami. Spółka wykonuje m.in. rurociągi procesowe i rurociągi do platform morskich. Spółka położona jest na obrzeżach Sochaczewa.

## Infrastruktura
Spółka dysponuje parkiem maszynowym obejmującym urządzenia do cięcia i fazowania, spawalnicze, obróbki cieplnej, czyszczenia strumieniowego, malowania hydrodynamicznego i in.
Powierzchnie:
- warsztaty: 24,5 tys. m²
- magazyny wewnętrzne: 1,7 tys. m²
- magazyny zewnętrzne:  17 tys. m²
- powierzchnia całkowita: 10,5 ha

## Wybrane realizacje
- Prefabrykacja rurociągów dla projektu ELDFISK II
- Prefabrykacja rurociągów na platformę wydobywczą Edvard Grieg
- Renowacja rurociągów parowych i wodnych w Elektrowni Bełchatów
- Prefabrykacja rurociągów i podparć dla terminalu LNG Świnoujście
- Prefabrykacja rurociągów przemysłowych na złoże Ormen Lange